# レトルビド
レトルビド（伊: Retorbido）は、イタリア共和国ロンバルディア州パヴィーア県にある、人口約1,500人の基礎自治体（コムーネ）。

## 地理

### 位置・広がり

#### 隣接コムーネ
隣接するコムーネは以下の通り。
- コデヴィッラ
- リヴァナッツァーノ・テルメ
- ロッカ・スゼッラ
- トッラッツァ・コステ
- ヴォゲーラ

### 気候分類・地震分類
気候分類では、zona E, 2685 GGに分類される。
また、イタリアの地震リスク階級 (it) では、zona 3 (sismicità bassa) に分類される
。

## 行政

### 分離集落
レトルビドには、以下の分離集落（フラツィオーネ）がある。
- Garlassolo di Sopra, Malpensata, Murisasco, Spinosa